# Holdrege, Nebraska
Holdrege, Nebraska (енгл. Holdrege) град је у америчкој савезној држави Небраска.

## Демографија
По попису из 2010. године број становника је 5.495, што је 141 (-2,5%) становника мање него 2000. године.
| Група             | 2000.         | 2010.         |
| Белци             | 5.388 (95,6%) | 5.166 (94,0%) |
| Афроамериканци    | 8 (0,1%)      | 6 (0,1%)      |
| Азијати           | 14 (0,2%)     | 10 (0,2%)     |
| Хиспаноамериканци | 175 (3,1%)    | 261 (4,7%)    |
| Укупно            | 5.636         | 5.495         |